# Kariakinskaja
Kariakinskaja (ros. Карякинская) – przystanek kolejowy w miejscowości Niestierkowo, w rejonie kamieszkowskim, w obwodzie włodzimierskim, w Rosji. Położony jest na nowym szlaku Kolei Transsyberyjskiej.